# Ренч, Девайн
Девайн Фабиан Джайро Ренч (нидерл. Devyne Fabian Jairo Rensch; род. 18 января 2003, Лелистад) — нидерландский футболист, защитник итальянского клуба «Рома» и сборной Нидерландов.

## Клубная карьера
Ренч — воспитанник столичного «Аякса». 18 сентября 2020 года в поединке против «Гоу Эхед Иглз» Девайн дебютировал за дублирующий состав в Эрстедивизи. 28 ноября в матче против «Эммена» он дебютировал в Эредивизи. 21 марта 2021 года в поединке против АДО Ден Хааг Девайн забил свой первый гол за «Аякс». В своём дебютном сезоне игрок выиграл чемпионат и завоевал Кубок Нидерландов. В июне 2021 года продлил контракт с клубом до 2025 года.
23 января 2025 года перешёл в итальянскую «Рому».

## Международная карьера
В 2019 году в составе юношеской сборной Нидерландов Ренч выиграл юношеский чемпионат Европы в Ирландии. На турнире он сыграл в матчах против команд Бельгии, Испании, Италии, Швеции, Англии и Франции.
7 сентября 2021 года в отборочном матче чемпионата мира 2022 против сборной Турции Ренч дебютировал за сборную Нидерландов.
В 2023 году в составе молодёжной сборной Нидерландов Ренч принял участие в молодёжном чемпионате Европы в Румынии и Грузии. На турнире он сыграл в матчах против сборных Бельгии и Португалии.

## Достижения
Клубные
«Аякс»
- Чемпион Нидерландов (2): 2020/21, 2021/22
- Обладатель Кубка Нидерландов: 2020/21

Международные
Нидерланды (до 17)
- Юношеский чемпионат Европы — 2019

## Статистика выступлений

### Клубная карьера
| Клуб             | Сезон            | Лига | Лига | Кубок | Кубок | Европейские кубки | Европейские кубки | Прочие | Прочие | Итого | Итого |
| Клуб             | Сезон            | Игры | Голы | Игры  | Голы  | Игры              | Голы              | Игры   | Голы   | Игры  | Голы  |
| ---------------- | ---------------- | ---- | ---- | ----- | ----- | ----------------- | ----------------- | ------ | ------ | ----- | ----- |
| Йонг Аякс        | 2020/21          | 11   | 3    | —     | —     | —                 | —                 | —      | —      | 11    | 3     |
| Йонг Аякс        | 2021/22          | 5    | 0    | —     | —     | —                 | —                 | —      | —      | 5     | 0     |
| Йонг Аякс        | Итого            | 16   | 3    | —     | —     | —                 | —                 | —      | —      | 16    | 3     |
| Аякс             | 2020/21          | 18   | 3    | 4     | 0     | 5                 | 0                 | —      | —      | 27    | 3     |
| Аякс             | 2021/22          | 19   | 1    | 4     | 0     | 5                 | 0                 | 1      | 0      | 29    | 1     |
| Аякс             | 2022/23          | 26   | 3    | 3     | 0     | 6                 | 0                 | 1      | 0      | 36    | 3     |
| Аякс             | 2023/24          | 28   | 2    | 0     | 0     | 10                | 0                 | —      | —      | 38    | 2     |
| Аякс             | 2024/25          | 14   | 1    | 1     | 0     | 11                | 0                 | —      | —      | 26    | 1     |
| Аякс             | Итого            | 105  | 10   | 12    | 0     | 37                | 0                 | 2      | 0      | 156   | 10    |
| Рома             | 2024/25          | 14   | 0    | 1     | 0     | 3                 | 0                 | —      | —      | 18    | 0     |
| Рома             | Итого            | 14   | 0    | 1     | 0     | 3                 | 0                 | —      | —      | 18    | 0     |
| Всего за карьеру | Всего за карьеру | 135  | 13   | 13    | 0     | 40                | 0                 | 2      | 0      | 190   | 13    |

### Список матчей за сборную
| Матчи Ренча за сборную Нидерландов | Матчи Ренча за сборную Нидерландов | Матчи Ренча за сборную Нидерландов | Матчи Ренча за сборную Нидерландов | Матчи Ренча за сборную Нидерландов | Матчи Ренча за сборную Нидерландов |
| ---------------------------------- | ---------------------------------- | ---------------------------------- | ---------------------------------- | ---------------------------------- | ---------------------------------- |
| №                                  | Дата                               | Соперник                           | Счёт                               | Голы Ренча                         | Соревнование                       |
| 1                                  | 7 сентября 2021                    | Турция                             | 6:1                                | —                                  | Чемпионат мира 2022 (отбор)        |

Итого: 1 матч / 0 голов; 1 победа, 0 ничьих, 0 поражений.